# Anabel Ford
Anabel Ford (Estados Unidos, 22 de diciembre de 1951) es una arqueóloga estadounidense especializada en el estudio de Mesoamérica, centrada en las tierras bajas mayas de Belice y Guatemala. Es reconocida por su descubrimiento de la antigua ciudad maya El Pilar. Ford está actualmente afiliada al Instituto de Investigación Social del Comportamiento y Economía (ISBER) y es la directora del Centro de Investigación Mesoamericano (MARC) en la Universidad de California, Santa Bárbara (UCSB).

## Infancia
Ford fue la mayor de tres hermanos, todos los cuales nacieron en Los Ángeles. Su padre, Joseph B. Ford, era profesor de sociología en la Universidad Estatal de California, Northridge y hablaba alemán, italiano, francés, español y japonés y podía leer y escribir en latín. La madre de Anabel Ford, la actriz Marjorie Henshaw, también era conocida por su nombre artístico Anabel Shaw. El interés de Ford en la prehistoria mesoamericana (Teotihuacán, Monte Albán, Chichén Itzá) la llevó a elegir una carrera de investigación en torno a las selvas que rodeaban los sitios mayas. En 1981, Ford recibió su doctorado en la Universidad de California, Santa Bárbara en base a una encuesta de asentamiento del transecto (La Brecha Anabel) que estableció entre Tikal y Yaxha en el Petén de Guatemala. Comenzó su carrera como investigadora científica en la UCSB. En 1986, Ford se convirtió en la directora del Centro de Investigación Mesoamericano.

## Trabajo
Ford comenzó a trabajar en las tierras bajas mayas en 1972. En 1978, mientras trabajaba en su doctorado, Ford trazó un transecto entre las ciudades mayas de Tikal y Yaxhá en el Petén del norte de Guatemala.
En 1983, Ford inició el proyecto de Encuesta de Asentamiento Arqueológico del Río Belice, o BRASS, para examinar mejor los patrones de asentamiento y la ecología cultural de la región maya. En el transcurso de esa encuesta, ella y su equipo descubrieron la antigua ciudad maya, El Pilar. En los años siguientes, el equipo de BRASS excavó muchos sitios debajo del dosel del bosque. De 1983 a 1989, Ford y su equipo se centraron en los patrones de asentamiento residencial del área de El Pilar. De 1990 a 1992, Ford y su equipo trabajaron en la excavación a gran escala de viviendas representativas del área de El Pilar. Las investigaciones que comenzaron en 1993 en El Pilar dieron como resultado mapas detallados y cronología del sitio para los monumentos. Ahora que El Pilar está protegido en Belice y Guatemala, y destinado a ser un parque de paz, la investigación de campo actual se centra en el mapeo del componente residencial de El Pilar, identificando sitios y monumentos no descubiertos. El equipo ha trabajado con Lidar desde 2013, protocolo de campo financiado por National Geographic, que condujo al descubrimiento de The Citadel, un complejo de templos en la cima de una colina.
Si bien el trabajo de Ford se centró en el paisaje de la región maya, desarrolló una comprensión cada vez mayor del conocimiento y las prácticas locales. Ella desarrolló una estrategia de conservación llamada Arqueología bajo el dosel . Esta estrategia promueve la conservación del bosque para preservar el patrimonio cultural . El bosque que rodea a El Pilar sirve como protección para los monumentos y artefactos creados por los residentes de la antigua ciudad. Por lo tanto, conservar el bosque en última instancia protege el patrimonio cultural de la región. Sus esfuerzos ayudaron a reservar cerca de 2,000 Ha en el área de El Pilar.
El trabajo de Ford en El Pilar y con los jardineros maestros de Maya Forest se presenta en The Modern Maya Incidents of Travel and Friendship in Yucatan (University of Texas Press 2012), un trabajo sobre los mayas vivos de Macduff Everton . La amplitud narrativa de Everton muestra la importancia de las perspectivas históricas de los paisajes mayas para la conservación y el desarrollo del bosque maya. El trabajo de Ford converge con el de Everton y han colaborado en el campo y con presentaciones y publicaciones que demuestran el valor del conocimiento tradicional maya. Ford también colabora con Ronald Nigh, un etnólogo y antropólogo ecológico que trabaja con agricultores mayas tradicionales. Su libro, El Jardín del Bosque Maya: Ocho Milenios de Cultivo Sostenible de los Bosques Tropicales, examina las técnicas contemporáneas de cultivo tropical y el registro arqueológico para argumentar que estas técnicas antiguas, que todavía se usan hoy en día, pueden apoyar a poblaciones significativas durante largos períodos de tiempo. Argumentan que las prácticas mayas tradicionales sirven como soluciones a los problemas contemporáneos, como la sostenibilidad, el cambio climático y la escasez de recursos naturales.
Ford es presidenta de Exploring Solutions Past: Maya Forest Alliance, que es una organización sin fines de lucro que promueve la importancia global de la cultura maya. Ford sugiere que las prácticas mayas tradicionales potencialmente sirven como soluciones a los problemas contemporáneos, como el cambio climático y la escasez de recursos naturales. Explorando soluciones pasadas: Maya Forest Alliance se asocia con los agricultores mayas de El Pilar Forest Garden Network para apoyar la agricultura sostenible en la región.
En 2000, fue Laureada Asociada para el Patrimonio Cultural patrocinada por los Premios Rolex para la Empresa.
Además de su trabajo arqueológico en la región de El Pilar, Ford, a partir de 2013, es miembro de la junta de los Premios Duque de Edimburgo.

## Publicaciones notables
- Ford, Anabel; Arnold, Jeanne T. (1980). «A Statistical Examination of Settlement Patterns at Tikal, Guatemala». American Antiquity 45 (4): 713-726. doi:10.2307/280143.
- Ford, Anabel (1986). Population Growth and Social Complexity: An Examination of Settlement and Environment in the Central Maya Lowlands. Arizona State University. ISBN 978-0961193256.  Ford, Anabel (1986). Population Growth and Social Complexity: An Examination of Settlement and Environment in the Central Maya Lowlands. Arizona State University. ISBN 978-0961193256.  Ford, Anabel (1986). Population Growth and Social Complexity: An Examination of Settlement and Environment in the Central Maya Lowlands. Arizona State University. ISBN 978-0961193256.
- Ford, Anabel; Fedick, Scott (1 de abril de 1992). «Prehistoric Maya Settlement Patterns in the Upper Belize River Area: Initial Results of the Belize River Archaeological Settlement Survey». Journal of Field Archaeology 19 (1): 35-49. doi:10.2307/530367.
- Ford, Anabel (1994). «Women in Mesoamerican Archaeology: Why Are the Best Men Winning?».  En Claassen, Cheryl, ed. Women in Archaeology. Philadelphia: University of Pennsylvania Press. pp. 159-172. ISBN 978-0812232776.  Ford, Anabel (1994). «Women in Mesoamerican Archaeology: Why Are the Best Men Winning?».  En Claassen, Cheryl, ed. Women in Archaeology. Philadelphia: University of Pennsylvania Press. pp. 159-172. ISBN 978-0812232776.  Ford, Anabel (1994). «Women in Mesoamerican Archaeology: Why Are the Best Men Winning?».  En Claassen, Cheryl, ed. Women in Archaeology. Philadelphia: University of Pennsylvania Press. pp. 159-172. ISBN 978-0812232776.
- Ford, Anabel; Rose, William I. (1 de julio de 1995). «Volcanic ash in ancient Maya ceramics of the limestone lowlands: implications for prehistoric volcanic activity in the Guatemala highlands». Journal of Volcanology and Geothermal Research. Models of Magnetic Processes and Volcanic Eruptions 66 (1–4): 149-162. Bibcode:1995JVGR...66..149F. doi:10.1016/0377-0273(94)00068-R.
- Ford, Anabel (1996). «Critical Resource Control and the Rise of the Classical Period Maya».  En Fedick, Scott L., ed. The Managed Mosaic: Ancient Maya Agriculture and Resource Use. Salt Lake City, Utah: University of Utah Press. pp. 297–303. ISBN 978-0874805192.  Ford, Anabel (1996). «Critical Resource Control and the Rise of the Classical Period Maya».  En Fedick, Scott L., ed. The Managed Mosaic: Ancient Maya Agriculture and Resource Use. Salt Lake City, Utah: University of Utah Press. pp. 297-303. ISBN 978-0874805192.  Ford, Anabel (1996). «Critical Resource Control and the Rise of the Classical Period Maya».  En Fedick, Scott L., ed. The Managed Mosaic: Ancient Maya Agriculture and Resource Use. Salt Lake City, Utah: University of Utah Press. pp. 297-303. ISBN 978-0874805192.
- Ford, Anabel; Clarke, Keith C.; Raines, Gary (29 de septiembre de 2009). «Modeling Settlement Patterns of the Late Classic Maya Civilization with Bayesian Methods and Geographic Information Systems». Annals of the Association of American Geographers 99 (3): 496-520. doi:10.1080/00045600902931785.
- Ford, Anabel (1 de septiembre de 2008). «Dominant Plants Of The Maya Forest And Gardens Of El Pilar: Implications For Paleoenvironmental Reconstructions». Journal of Ethnobiology 28 (2): 179-199. ISSN 0278-0771. doi:10.2993/0278-0771-28.2.179.
- Ford, Anabel; Nigh, Ronald (2009). «Origins of the Maya Forest Garden: Maya Resource Management». Journal of Ethnobiology 29 (2): 213-236. ISSN 0278-0771. doi:10.2993/0278-0771-29.2.213.
- Ford, Anabel; Nigh, Ronald (June 2015). The Maya Forest Garden. California: Left Coast Press. ISBN 978-1-61132-998-8.  Ford, Anabel; Nigh, Ronald (June 2015). The Maya Forest Garden. California: Left Coast Press. ISBN 978-1-61132-998-8.  Ford, Anabel; Nigh, Ronald (June 2015). The Maya Forest Garden. California: Left Coast Press. ISBN 978-1-61132-998-8.